# União das Freguesias de Grade e Carralcova
Die União das Freguesias de Grade e Carralcova ist eine portugiesische Gemeinde (Freguesia) im Kreis (Concelho) Arcos de Valdevez im Nordwesten Portugals.

## Geschichte
Die Gemeinde entstand im Zuge der Gebietsreform vom 29. September 2013 durch die Zusammenlegung der ehemaligen Gemeinden Grade und Carralcova. Grade wurde Sitz der neuen Verwaltung.

## Demographie
|  | Grade e Carralcova | 450 | 13,95 |            |     |      |
|  | Grade e Carralcova | 450 | 13,95 | Grade      | 392 | 4,61 |
|  | Grade e Carralcova | 450 | 13,95 | Carralcova | 131 | 9,35 |